# Вигодське джерело
Вигодське джерело — гідрологічна пам'ятка природи місцевого значення в Україні. Розташоване на північній околиці села Вигода Чортківського району Тернопільської області, в глибокій балці, що відкривається до річки Збруч. 
Площа — 0,01 га. Оголошене об'єктом природно-заповідного фонду рішенням виконкому Тернопільської обласної ради від 14 березня 1977 року № 131. Перебуває у віданні Вигодської сільради. 
Під охороною — джерело питної води.